# Jean-Baptiste Perronneau
Jean-Baptiste Perronneau (Paris, 1715 - Amsterdam, 19 de novembro de 1783) foi um pintor rococó da França, especialista na técnica do pastel.
Começou sua carreira como gravurista, possivelmente tendo estudado com Laurent Cars, também com Charles-Joseph Natoire, e trabalhando para o empresário Gabriel Huquier. Fez seus primeiros retratos na década de 1740, mas seus trabalhos seguidamente foram obscurecidos pelo principal pastelista de sua geração, Maurice Quentin de La Tour.
Apesar da competição, foi aceito na Académie royale de peinture et de sculpture em 1753. Deixou de expor nos salões da Academia em 1779, mas continuou a atender uma grande clientela privadamente, que incluía patronos de vários países da Europa. Faleceu esquecido.